# Culture du Timor oriental

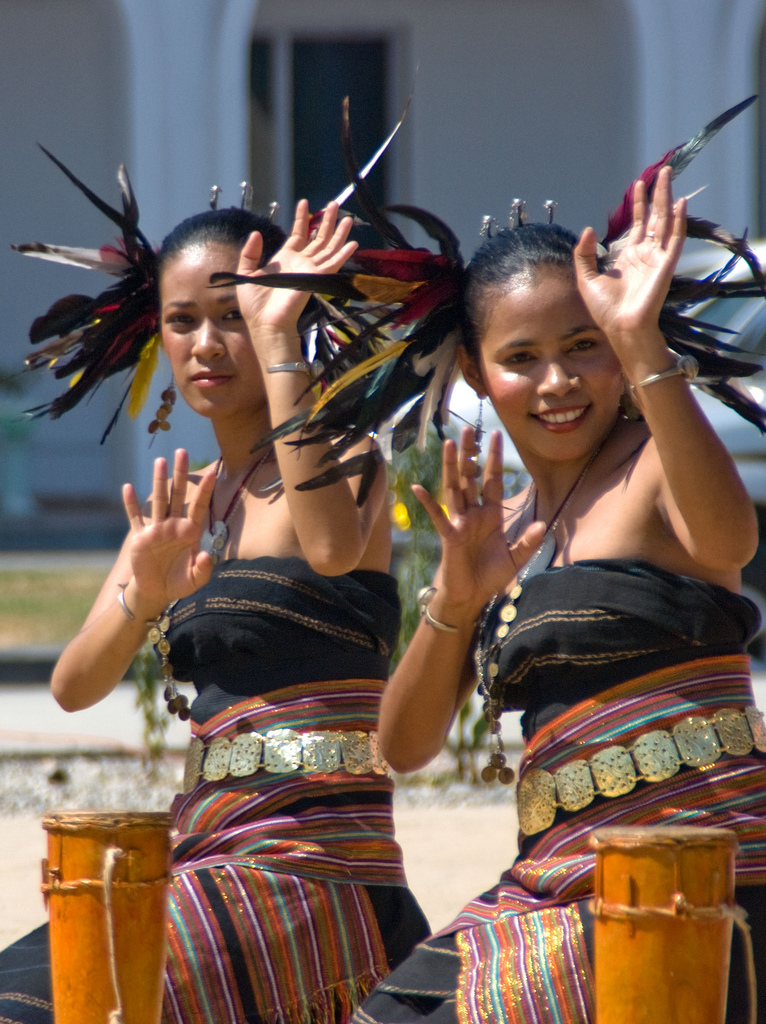
Danseuses du Timor oriental

Cet article aborde différents aspects de la culture du Timor oriental. C'est un mélange des cultures malayo-polynésienne et lusophone.

## Langues et populations

### Langues
- Langues au Timor oriental

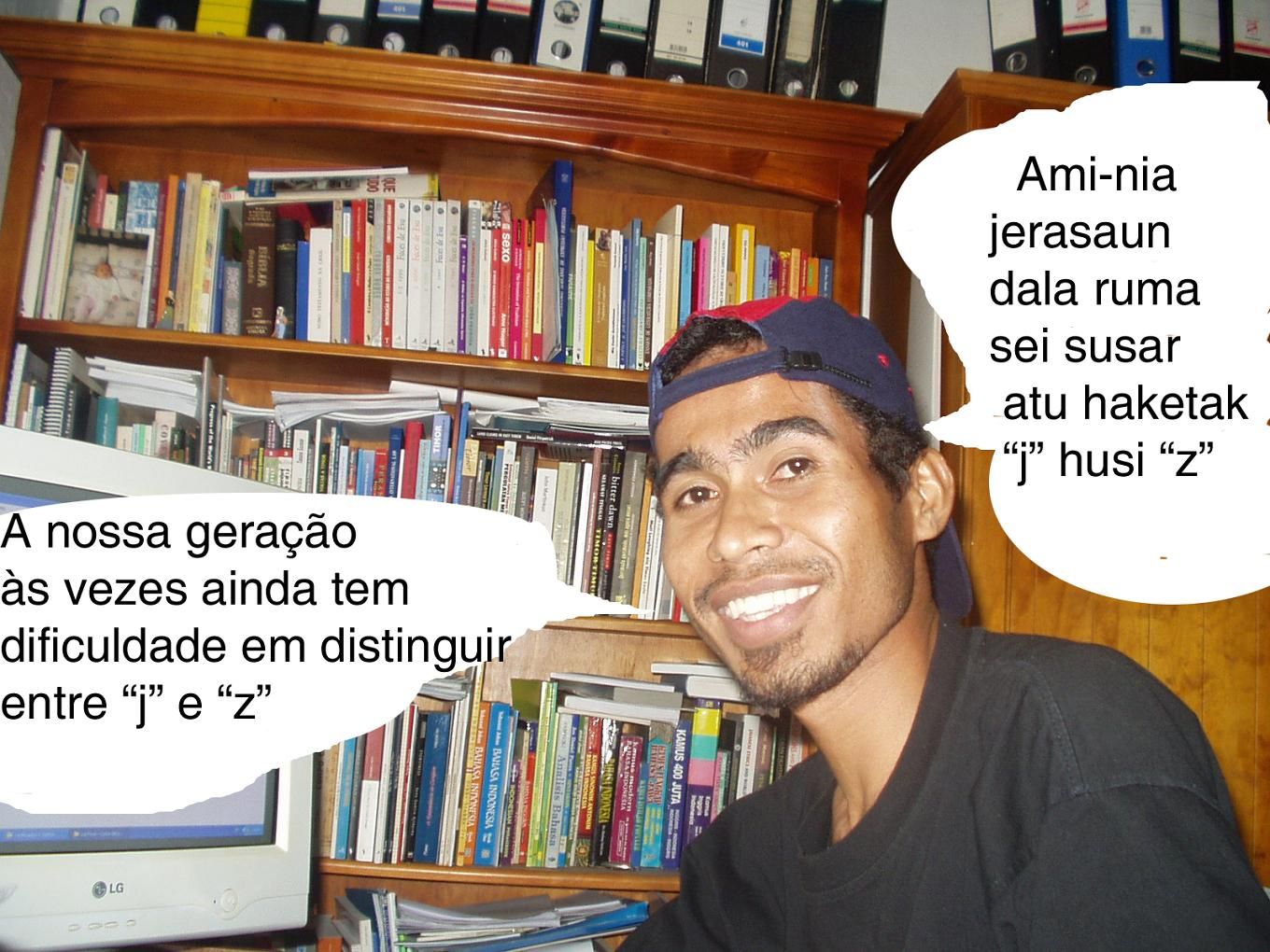
Bilinguisme portugais-tétoum

- Langues co-officielles, majoritaires et ligua franca : Portugais, Tétoum
- Ethnies : Atoin Meto, Bunak, Fataluku, Galoli, Idaté, Kemak, Makalero, Makasae, Makuva, Mambai, Mestize, Naueti, Tetum, Tokodede
- Famille hypothétique : Langues Trans-Nouvelle-Guinée

### Populations
- Démographie du Timor oriental : population estimée à 1 321 929 en 2018
- Groupes ethniques au Timor oriental (en)
- Ethnies au Timor oriental (de)

## Traditions

### Religions
- Religion au Timor oriental (en)
- Religion au Timor oriental (rubriques)
  - Islam au Timor oriental (0,2 à 0,3 %)
  - Christianisme au Timor oriental, Catholicisme au Timor oriental (en) 97,2 %, protestantisme (2, 2,5 %)
  - Hindouisme au Timor oriental (en) (0,1 %)

### Symboles
- Armoiries du Timor oriental
- Drapeau du Timor oriental
- Pátria, hymne national du Timor oriental
- Ordre du Timor Oriental

### Fêtes
- Jours fériés au Timor oriental

## Société
- Liste de personnalités du Timor oriental (en)
- Droits de l'homme au Timor oriental (en)

### Éducation
- Liste d'universités au Timor oriental (en)

## Arts de la table

### Cuisine(s)
- Cuisine du Timor oriental

## Santé
- Santé au Timor oriental (en)
- Catégorie:Santé au Timor oriental, Protection sociale

### Sports, arts martiaux
- Sport au Timor oriental
- Sport au Timor oriental (rubriques)
- Sportifs est-timorais
- Timor oriental aux Jeux olympiques
- Timor oriental aux Jeux paralympiques, Jeux paralympiques,
- Timor oriental aux Jeux de la Lusophonie (en)

## Média
- Catégorie:Média au Timor oriental

### Presse
- Catégorie:Presse écrite au Timor oriental
- Liste de titres de presse au Timor oriental (en)

### Radio
- Catégorie:Radio au Timor oriental

### Télévision
- Catégorie:Télévision au Timor oriental

## Littérature
Parmi les écrivains est-timorais écrivant en portugais :
- José Celestino da Silva (pt) (1849-1911), administrateur
- Armando Eduardo Pinto Correia (de) (1897-1943), administrateur, Gentio de Timôr (1935)
- Jorge Barros Duarte (pt) (1912-1995), poète et prosateur
- Ruy Cinatti (pt) (1915-1986), poète, anthropologue, botaniste, agronome
- Fernando Sylvan (1917-1993), poète, essayiste
- Francisco Borja da Costa (pt) (1946-1975), poète
- Xanana Gusmão (1946-), premier ministre, président
- Domingos Francisco de Sousa (1947-)[1], poète,
- Maria Ângela Carrascalão (1951-), journaliste, universitaire, ministre, mémorialiste
- Luis Cardoso de Noronha (1958-), poète, romancier
- Manuel Cárceres da Costa (en) ( ? 1960-), poète, autobiographe, ministre
- Jorge Lauten
- Henrique Borges, alias Ponte Pedrinha
- João Aparício Gutteres, poète
- Afonso Busa Metan (pt)

- Voir
  - Várzea de Letras (pt), supplément littéraire publié par l'Universidade Nacional Timor Lorosa'e (pt)
  - Peneer meselo laa Literatura kidia-laa Timór, article, 2006
  - Ana Margarida Ramos (Université d'Aveiro), Literatura timorense em língua portuguesa: os caminhos da consolidação, article, 2018
  - Joao Paulo T Esperança, Um brevissimo olhar sobre a Literatura de Timor, article, 2004
  - Vicente Paulino, As lendas de Timor e a literatura oral timorense, dossier, 2016
  - Suillan Miguez Gonzalez, A rede literaria de Timor, thèse, 2018, Sao Paulo (PDF)
  - Littérature lusophone
  - Tétoum, l'autre langue co-officielle

## Artisanats
- Artisanat d'art

### Textiles, cuir, papier
Les Atoni (en) ou Atoin Meto ou Dawan, principalement en Ouest-Timor, ont une tradition remarquable tradition textile (de).

## Arts visuels
- Art au Timor oriental
- Artistes est-timorais

### Peinture
- Peintres est-timorais

### Sculpture
- Sculpteurs est-timorais

### Architecture
- Architectes est-timorais
- Architecture en Timor oriental (de) (traditionnelle)
- Liste des bâtiments coloniaux en Timor oriental (de)

### Photographie
- Photographes est-timorais

## Arts du spectacle

### Musique(s)
- Musique est-timoraise
- Catégorie:Musicien est-timorais

### Danse(s)
- Danse au Timor oriental
- Liste de danses
- Catégorie:Danseur est-timorais

### Cinéma
L'ambassade de France, entre autres, propose la projection de films français choisis.
Cinéma est-timorais (pt)
Parmi les films réalisés dans ce pays : A Guerra da Beatriz (2013), Abdul & José (2017).

## Patrimoine culturel

### Musées
- National Museum and Culture Center of East Timor
- Timorese Resistance Archive & Museum

### Liste du Patrimoine mondial
Le programme Patrimoine mondial (UNESCO, 1971) a inscrit dans sa liste du Patrimoine mondial (au 12/01/2016) : néant.

### Liste représentative du patrimoine culturel immatériel de l’humanité
Le programme Patrimoine culturel immatériel (UNESCO, 2003) a inscrit dans sa liste représentative du patrimoine culturel immatériel de l’humanité (au 12/01/2016) : néant.

### Registre international Mémoire du monde
Le programme Mémoire du monde (UNESCO, 1992) a inscrit dans son registre international Mémoire du monde (au 15/01/2016) :
- 2013 : Naissance d’une nation : moments clés[3]